# Robāţ-e Māhīdasht
Robāţ-e Māhīdasht (persiska: رباط ماهیدشت, Robāţ) är en ort i Iran.   Den ligger i provinsen Kermanshah, i den västra delen av landet, 500 km väster om huvudstaden Teheran. Robāţ-e Māhīdasht ligger 1 362 meter över havet och antalet invånare är 996.
Terrängen runt Robāţ-e Māhīdasht är varierad.Runt Robāţ-e Māhīdasht är det ganska tätbefolkat, med 185 invånare per kvadratkilometer. Robāţ-e Māhīdasht är det största samhället i trakten. Trakten runt Robāţ-e Māhīdasht består i huvudsak av gräsmarker.